# Маґдаленкі (Великопольське воєводство)
Маґдаленкі (пол. Magdalenki, нім. Klein Huben) — село в Польщі, у гміні Пемпово Гостинського повіту Великопольського воєводства.
Населення — 201 особа (2011).
У 1975-1998 роках село належало до Лешненського воєводства.

## Демографія
Демографічна структура станом на 31 березня 2011 року:
|          | Загалом | Допрацездатний вік | Працездатний вік | Постпрацездатний вік |
| -------- | ------- | ------------------ | ---------------- | -------------------- |
| Чоловіки | 101     | 26                 | 65               | 10                   |
| Жінки    | 100     | 22                 | 58               | 20                   |
| Разом    | 201     | 48                 | 123              | 30                   |